# Namibia na Letnich Igrzyskach Olimpijskich 2020
Namibię na Letnich Igrzyskach Olimpijskich 2020 reprezentowało jedenaścioro zawodników : pięciu mężczyzn i sześć kobiet. Był ósmy start reprezentacji Namibii na letnich igrzyskach olimpijskich.

## Zdobyte medale[3]
| Medal  | Zawodnik        | Dyscyplina    | Konkurencja          | Rezultat | Data       |
| ------ | --------------- | ------------- | -------------------- | -------- | ---------- |
| Srebro | Christine Mboma | Lekkoatletyka | bieg na 200 m kobiet | 21,81 s  | 3 sierpnia |

## Skład kadry

### Boks
| Zawodnik    | Konkurencja         | 1/16             | 1/8              | Ćwierćfinał      | Półfinał         | Finał            | Finał   | Źródło |
| Zawodnik    | Konkurencja         | Przeciwnik Wynik | Przeciwnik Wynik | Przeciwnik Wynik | Przeciwnik Wynik | Przeciwnik Wynik | Miejsce | Źródło |
| ----------- | ------------------- | ---------------- | ---------------- | ---------------- | ---------------- | ---------------- | ------- | ------ |
| Jonas Jonas | waga lekka mężczyzn | Bye              | Garside P 0-5    | NQ               | NQ               | NQ               | 9.      | [ 4 ]  |

### Kolarstwo

#### Kolarstwo szosowe
| Zawodnik         | Konkurencja                    | Czas | Pozycja | Źródło |
| ---------------- | ------------------------------ | ---- | ------- | ------ |
| Tristan de Lange | wyścig ze startu wspólnego (m) | DNF  | DNF     | [ 5 ]  |
| Vera Adrian      | wyścig ze startu wspólnego (k) | DNF  | DNF     | [ 6 ]  |

#### Kolarstwo górskie
| Zawodnik         | Konkurencja       | Czas    | Pozycja | Źródło |
| ---------------- | ----------------- | ------- | ------- | ------ |
| Michelle Vorster | cross-country (k) | -3 okr. | 36.     | [ 7 ]  |
| Alex Miller      | cross-country (m) | 1:34:26 | 31.     | [ 8 ]  |

### Lekkoatletyka
Konkurencje biegowe
| Zawodnik              | Konkurencja | Eliminacje | Eliminacje | Półfinał | Półfinał | Finał   | Finał   | Źródło |
| Zawodnik              | Konkurencja | Wynik      | Miejsce    | Wynik    | Miejsce  | Wynik   | Miejsce | Źródło |
| --------------------- | ----------- | ---------- | ---------- | -------- | -------- | ------- | ------- | ------ |
| Tomas Hilifa Rainhold | maraton (m) | N/A        | N/A        | N/A      | N/A      | 2:18:28 | 42.     | [ 9 ]  |
| Beatrice Masilingi    | 200 m (k)   | 22,63      | 2.         | 22,40    | 2.       | 22,28   | 6.      | [ 10 ] |
| Christine Mboma       | 200 m (k)   | 22,11      | 1.         | 21,97    | 2.       | 21,81   | srebro  | [ 10 ] |
| Helalia Johannes      | maraton (m) | N/A        | N/A        | N/A      | N/A      | 2:31:22 | 11.     | [ 12 ] |

### Pływanie
| Zawodnik        | Konkurencja | Czas      | Miejsce | Źródło |
| --------------- | ----------- | --------- | ------- | ------ |
| Phillip Seidler | 10 km (m)   | 1:53:14,1 | 16.     | [ 13 ] |

### Wioślarstwo
| Zawodnik       | Konkurencja | Eliminacje | Eliminacje | Repesaż | Repesaż | Ćwierćfinały | Ćwierćfinały | Półfinały | Półfinały       | Finał   | Finał      | Miejsce | Źródło |
| Zawodnik       | Konkurencja | Czas       | M.         | Czas    | M.      | Czas         | M.           | Czas      | M.              | Czas    | M.         | Miejsce | Źródło |
| -------------- | ----------- | ---------- | ---------- | ------- | ------- | ------------ | ------------ | --------- | --------------- | ------- | ---------- | ------- | ------ |
| Maike Diekmann | W1x         | 7:56,37    | 3.         | N/A     | N/A     | 8:21,69      | 5.           | 7:40,77   | 3. Półfinał C/D | 7:52,17 | 6. Finał C | 18.     | [ 14 ] |